# サーコウイルス科
サーコウイルス科（さーこういるすか、英:Family Circoviridae）とはウイルスの分類における1科。そのビリオンは直径 12〜27 nm のエンベロープを持たない球状粒子であり、環状の一本鎖マイナスDNAをゲノムとする。名称は環状（circule conformation）に由来する。複製時に環状二本鎖DNAを形成する。

## 分類
- Genus Circovirus
  - ブタサーコウイルス1（Porcine circovirus-1）
  - ブタサーコウイルス2（Porcine circovirus-2）など
- Genus Gyrovirus
  - 鶏貧血ウイルス（Chicken anemia virus）
- Genus Anellovirus
  - TTウイルス（Torque teno virus）
- 未分類
  - イヌTTウイルス（Torque teno virus-Dog）
  - ネコTTウイルス（Torque teno virus-Cat）